# Волотово (Липецкая область)
Во́лотово — село Лебедянского района Липецкой области. Центр Волотовского сельсовета. Стоит на правом берегу реки Дон (на левом — село Черепянь).
Возникло селение в конце XVI века. По данным Петра Николаевича Черменского (1884—1973), из Волотова населялись села Теплое, Черепянь и Донские Избищи .
В 1627—1628 годах в Волотове имелось 50 казачьих дворов.
Название — по находящемуся рядом кургану Волотова Могила. Слово волот в древнерусском означало богатырь .
Волотово дало название деревне Волотовские Дворики, куда пришли переселенцы.

## История
15 мая 1910 года при подавлении крестьянских волнений в селе Волотово полиция использовала огнестрельное оружие. Было убито шестеро крестьян .

## Население
| 2010 |
| ---- |
| 596  |